# Rittweger
Rittweger of Rittweger de Moor is een Belgische familie. Stamvader Franz Rittweger was uit Frankfurt am Main afkomstig.

## Geschiedenis
Franz Rittweger, ook wel François geschreven, (1766-1848) was een zoon van Johann Georg Rittweger (1728-1814) en Margarethe Freund (1738-1780). Zijn vader was postbeambte in Frankfurt am Main. Hij verhuisde in 1797 naar Brussel, waar hij bankier en financier werd. Hij was onder meer bij de oprichting van de Société générale de Belgique in 1822 betrokken. Via zijn dochter Caroline Rittweger (1799-1885) is François een voorvader van koningin Paola.
In 1882 werd Charles (Emile) Rittweger (1835-1919) eigenaar van het Kasteel Beaulieu in Machelen. Na zijn overlijden kwam het domein in handen van zijn neef Georges Chevallier die het op zijn beurt in 1925 verkocht.
Bij koninklijk besluit van 22 december 1926 mocht Paul Rittweger de Moor aan zijn achternaam toevoegen waardoor de familietak Rittweger de Moor ontstond.

## Genealogie
- François Rittweger (1766-1848), bankier en financier, medeoprichter van de Société générale de Belgique, trouwde met Anne-Catherine Sauvage (1766-1808), dochter van Aubin-Joseph Sauvage, burgemeester van Lambermont. Ze kregen twee zoons en een dochter:
  - Aubin-François Rittweger (1797-1837), trouwde met Anne-Marie Lejeune (1800-1882).
    - Jean-François Rittweger (1824-1888), trouwde in 1869 met Mechelen met Alix van Hoobrouck de Mooreghem (1835-1908), dochter van Albert van Hoobrouck de Fiennes, industrieel en volksvertegenwoordiger.
      - Marie-Anne Rittweger (1870-1956), trouwde in 1890 in Brussel met Louis de Moor (1859-1923), generaal-majoor van de cavalerie en vleugeladjudant van koning Albert I, zoon van Louis de Moor, luitenant-generaal. Het huwelijk bleef kinderloos.
      - Paul Rittweger de Moor (1873-1951), trouwde in 1902 in Brussel met Alice Burnell (1880-1941), dochter van Auguste Burnell, luitenant-generaal en vleugeladjudant van koning Leopold II en prins Filips, en kleindochter van Théobald Burnell. Ze kregen vier zoons en een dochter. Bij koninklijk besluit van 22 december 1926 mocht hij de Moor aan zijn naam toevoegen.
        - Charles (Carlos) Rittweger de Moor (1904-1979), bankier, trouwde in 1937 in Isle of Thanet met Jacqueline de T'Serclaes de Wommersom (1905-1940). Ze kregen een zoon en een dochter, zonder afstammelingen tot heden.
        - Alfred Rittweger de Moor (1906-1975), trouwde in 1936 in Luik met Elisabeth de Fraipont (°1915), dochter van Charles de Fraipont, paleontoloog, hoogleraar en senator. Ze kregen twee zoons en vier dochters, met afstammelingen tot heden.
        - Marie-Jeanne Rittweger de Moor (1908-1990), trouwde in 1943 met Jean van den Bosch Sanchez de Aguilar (1903-2002). Ze kregen een zoon, met afstammelingen tot heden.
        - Fernand Rittweger de Moor (1910-1974), trouwde in 1940 in Brugge met Monique de la Kethulle de Ryhove (1917-2002), dochter van Maurice de la Kethulle de Ryhove, koloniaal ambtenaar. Ze kregen een dochter, met afstammelingen tot heden.
        - Eugène Rittweger de Moor (1921-1996), ambassadeur, trouwde in 1950 in Brussel met Monique de Mal (1921-2008). Ze kregen twee zoons, met afstammelingen tot heden, waaronder Stéphanie Crayencour, actrice en zangeres.

      - Alix Rittweger (1874-1962), trouwde in 1894 in Brussel met Gustave Visart de Bocarmé (1863-1952), zoon van Emile Visart de Bocarmé (1833-1919), gemeenteraadslid van Loppem, gedeputeerde van West-Vlaanderen, burgemeester van Temploux en provincieraadslid van Namen. Ze kregen een zoon, met afstammelingen tot heden.

    - Charles Rittweger (1827-1900), trouwde met Augustine Roels (1839-1923). Het huwelijk bleef kinderloos. Ze bouwden de parochie en Sint-Augustinuskerk van Juslenville uit.[1][2]

  - Caroline Rittweger (1799-1885), trouwde in 1821 in Brussel met graaf Jacques Coghen (1791-1858), minister van Financiën, volksvertegenwoordiger, senator en gemeenteraadslid van Brussel. Ze kregen een zoon en vier dochters, met afstammelingen tot heden, waaronder koningin Paola.
  - François-Xavier Rittweger (1801-1887), trouwde in 1833 in Sint-Pieters-Leeuw met Marie-Adèle Wittouck (1814-1883), dochter van François Wittouck, likeurstoker en burgemeester van Sint-Pieters-Leeuw. Ze kregen een zoon en een dochter, maar de familietak doofde in 1919 uit.
    - Marie-Adèle Rittweger (1834-1878), trouwde in 1856 in Sint-Genesius-Rode met baron Louis de Moor (1815-1892), luitenant-generaal. Ze kregen twee zoons, waaronder baron Louis de Moor, die met haar nicht Marie-Anne Rittweger trouwde, maar zonder nakomelingen.
    - Charles-François (Emile) Rittweger (1835-1919), verzekeringsmakelaar in Brussel, trouwde in 1859 met Lucy Waedemon (1840-1905). Het huwelijk werd ontbonden. Hij trouwde in 1882 met Emilie Laubry (°1849), dochter van Emile Laubry, advocaat, gemeenteraadslid van Sint-Joost-ten-Node, provincieraadslid van Brabant en volksvertegenwoordiger, waardoor hij eigenaar van het Kasteel Beaulieu in Machelen werd. Hij kreeg een zoon en een dochter uit zijn eerste huwelijk.
      - Albert Rittweger (1860-1883)
      - Anna-Lucy Rittweger (1861-1893), trouwde in 1881 met Paul-Albert Suys (1855-1886), zoon van Léon Suys, architect, en kleinzoon van Tilman-François Suys, architect. Ze kregen een dochter, Yvonne Suys (1883-1925), die in 1904 in Elsene trouwde met Albert-Henri Sarens (1878-1922), ingenieur, kunstverzamelaar, medeoprichter van de Fédération Internationale d'Escrime en schermer op de Olympische Zomerspelen van 1908, kleinzoon van Jean-Joseph Sarens (1785-1862), directeur van de Société générale de Belgique. Ze kregen vijf dochters: Simone (1905-1994), die na het overlijden van haar ouders haar zussen opvoedde; Germaine (1906-1989), verpleegster; Marie-Louise (1911-1992), die trouwde met de industrieel Robert Mourlon Beernaert; Magdeleine (1912-1991), die trouwde met de industrieel Paul de Bruyn, een kleinzoon van politicus Léon de Bruyn; en Georgette (1914-2023), die trouwde met Robert Depret.